# Осиновая (приток Куртлака)
Осиновая (Малая Осиновая) — река, левый приток Куртлака, протекает по территории Клетского района Волгоградской области России. Длина реки — 15 км, площадь водосборного бассейна — 111 км². Годовой сток — 0,0004 км³. Расход воды — 0,012 м³/c.

## Описание
Осиновая начинается восточнее хутора Малая Осиновка. Генеральным направлением течения реки является северо-запад. К югу от хутора Большая Осиновка впадает в Куртлак.

## Данные водного реестра
По данным государственного водного реестра России относится к Донскому бассейновому округу, водохозяйственный участок реки — Чир, речной подбассейн реки — Дон между впадением Хопра и Северского Донца. Речной бассейн реки — Дон (российская часть бассейна).
Код объекта в государственном водном реестре — 05010300812107000009825.